# Lissonota mandschurica
Lissonota mandschurica är en stekelart som först beskrevs av Tohru Uchida 1942.  Lissonota mandschurica ingår i släktet Lissonota och familjen brokparasitsteklar. Inga underarter finns listade i Catalogue of Life.